# 야마구치 대학
야마구치 대학(일본어: 山口大学, Yamaguchi University)은 일본의 국립 대학이다. 대학 본부는 야마구치현 야마구치시에 있다.

## 연혁
야마구치 대학의 기원은 1815년에 우에다 호요(上田鳳陽, 1769년-1853년)가 설립한 사립학교 〈야마구치 강당〉(山口講堂)이다. 이 학교가 1863년에 조슈번의 번교(藩校)가 되어, 1886년에 관립(국립) 야마구치 고등중학교로, 1894년에 (구) 야마구치 고등학교((舊)山口高等學校)로, 1905년에 야마구치 고등 상업학교(山口高等商業學校)로 개편되었다.
야마구치 고등 상업학교는 일본 관립 세 번째 고등 상업학교였다(제1고등 상업학교는 도쿄, 제2고등 상업학교는 고베).
1944년에 야마구치 경제 전문학교(山口經濟專門學校)로 개칭되었다.
야마구치 대학은 1949년에 (재흥) 야마구치 고등학교((再興)山口高等學校), 야마구치 경제 전문학교, 우베 공업 전문학교(宇部工業專門學校), 야마구치 사범학교(山口師範學校), 야마구치 청년 사범학교(山口靑年師範學校), (현립) 야마구치 수의축산 전문학교((縣立)山口獸醫畜産專門學校)를 통합하여 설립되었다.
- 1949년 : 야마구치 대학 발족 (학부: 문리학부, 교육학부, 경제학부, 공학부, 농학부).
- 1964년 : 야마구치 현립 의과대학(山口縣立醫科大學)을 통합. 의학부 설치.
- 1966년 : 교양부 설치. 요시다 캠퍼스 개설. 농학부가 시모노세키시에서 이전.
- 1972년 : 교육학부가 요시다 캠퍼스로 이전.
- 1973년 : 경제학부가 요시다 캠퍼스로 이전.
- 1978년 : 문리학부를 분리: 인문학부, 이학부.
- 1996년 : 교양부 폐쇄.

이하, 야마구치 대학에 통합된 구 학교들의 연혁이다.
(구) 야마구치 고등학교
- 1815년 : 야마구치 강당 설립.
- 1845년 : 야마구치 강습당(山口講習堂)으로 개칭.
- 1863년 : 조슈번의 번교(藩校)가 됨. 야마구치 메이린칸(山口明倫館/야마구치 명륜관)으로 개칭.
- 1870년 : 야마구치 중학교로 개편.
- 1886년 : 야마구치 고등중학교로 승격.
- 1894년 : (구) 야마구치 고등학교로 개창.
- 1905년 : 야마구치 고등 상업학교로 전환.
- 1906년 : (구) 야마구치 고등학교 폐쇄.

(재흥) 야마구치 고등학교
- 1919년 : 야마구치 고등학교 설립.
- 1949년 : 야마구치 대학 문리학부가 됨.

- 1905년 2월 : 야마구치 고등 상업학교 설립.
- 1905년 5월 : (구) 야마구치 고등학교가 야마구치 고등 상업학교로 전환되어 개교.
- 1915년 : 지나무역강습과(支那貿易講習科) 설치 (1년제 전공과).
- 1918년 : 지나무역강습과를 지나무역과로 개명.
- 1921년 : 상업연구소 설치 (1933년 동아경제연구소로 개칭).
- 1939년 : 지나무역과를 동아경제과로 개명.
- 1944년 : 야마구치 경제 전문학교로 개칭.
- 1946년 : 동아경제연구소 폐쇄.
- 1949년 : 야마구치 대학 경제학부가 됨.

- 1939년 : 우베시에 우베 고등 공업학교 설립.
  - 학과: 기계과, 공작가계과, 정밀기계과, 광산기계과, 채광(採鑛)과.
- 1942년 : 공업화학과 증설.
- 1944년 : 우베 공업 전문학교로 개칭.
- 1946년 : 광산기계과를 건설기계과로 개편.
- 1947년 : 건설기계과를 토목과로 개편.
- 1949년 : 야마구치 대학 공학부가 됨.

- 1874년 4월 : 야마구치현이 교원시험소 (수업전습소) 설립.
- 1874년 10월 : 야마구치 현 교원 양성소로 개칭.
- 1877년 : 야마구치 현 사범학교로 개칭.
- 1886년 : 야마구치 현 심상 사범학교로 개칭.
- 1898년 : 야마구치 현 사범학교로 개칭.
- 1920년 : 남자 사범학교와 여자 사범학교를 분리.
- 1943년 : 남자 사범학교를 여자 사범학교와 통합. 관립 야마구치 사범학교로 승격.
- 1949년 : 야마구치 대학 교육학부가 됨.

- 1920년 : 야마구치 현 농업교원 양성소(山口縣農業敎員養成所) 설립.
- 1921년 : 야마구치 현 실업보습학교 농업과 교원 양성소(山口縣實業補習學校農業科敎員養成所) 설립.
- 1935년 : 야마구치 현립 청년학교 교원 양성소(山口縣立靑年學校敎員養成所)로 개칭.
- 1941년 : 호후시로 이전.
- 1944년 : 관립 야마구치 청년 사범학교로 승격.
- 1949년 : 야마구치 대학 교육학부 호후분교(防府分校)가 됨.
  - 1960년 호후분교 폐쇄.

- 1883년 : 야마구치현이 재배시험장 농사강습회(栽培試驗場農事講習會)를 개강.
  - 학과: 농업과, 수의과.
- 1885년 : 야마구치 농업학교 설립
- 1924년 : 야마구치 현립 오고리(小郡) 농업학교로 개칭.
- 1944년 : 오고리 농업학교 수의과가 야마구치 고등 수의학교(山口高等獸醫學校)로 승격.
- 1945년 : 야마구치 수의축산 전문학교로 개칭.
- 1948년 : 시모노세키시로 이전.
- 1949년 : 야마구치 대학 농학부가 됨.

- 1944년 : 우베시에 야마구치 현립 의학 전문학교(山口縣立醫學專門學校) 설립.
- 1947년 : 야마구치 현립 의과대학으로 승격. 예과 설치.
- 1949년 : 학부 설치.
- 1952년 : 신제(新制) 야마구치 현립 의과대학 발족.
- 1957년 : 현 캠퍼스로 이전.
- 1958년 : 대학원 설치.
- 1964년 : 야마구치 대학 의학부가 됨.

## 캠퍼스
- 요시다(吉田) 캠퍼스: 대학 본부 캠퍼스.
- 야마구치현 야마구치시 요시다(吉田) 1677-1.
- 고구시(小串) 캠퍼스: 의학부 캠퍼스.
- 야마구치 현 우베시 미나미코구시(南小串) 1-1-1.
- 도키와(常盤) 캠퍼스: 공학부 캠퍼스.
- 야마구치 현 우베 시 도키와다이(常盤台) 2-16-1.

## 조직

### 학부
- 인문학부
  - 인문사회학과
  - 언어문화학과
- 교육학부
  - 학교교육 교원양성 과정
  - 실천 임상 교육과정
  - 정보과학 교육과정
  - 건강과학 교육과정
  - 종합 문화 교육과정
- 경제학부
  - 경제학과
  - 경영학과
  - 국제경제학과
  - 경제법학과
  - 관광정책학과
  - 상업교원 양성과정
- 이학부
  - 수리(數理)과학과
  - 물리/정보과학과
  - 생물/화학과
  - 지구권 시스템 과학과
- 의학부
  - 의학과 (6년제)
  - 보건학과
- 공학부
  - 기계공학과
  - 응용화학과
  - 사회건설공학과
  - 전기전자공학과
  - 지능정보공학과
  - 순환환경공학과
  - 감성 디자인 공학과
- 농학부
  - 생물자원환경과학과
  - 생물기능과학과
  - 수의학과 (6년제)

### 대학원
- 인문과학 연구과 (석사 과정)
- 교육학 연구과 (석사 과정)
- 경제학 연구과 (석사 과정)
- 의학계 연구과
- 이공학 연구과
- 농학 연구과 (석사 과정)
- 동아시아 연구과 (박사 과정)
- 기술경영 연구과 (전문직 대학원)
- 연합 농학 연구과 (박사 과정. 본부: 돗토리 대학)
- 연합 수의학 연구과 (박사 과정. 본부: 야마구치 대학)

### 부속기관
- 도서관
- 의학부 부속 병원 (우베 시)
- 부속 학교 (2개 초등학교, 2개 중학교, 유치원, 특별지원학교)